# Charles Sydney Gibbes

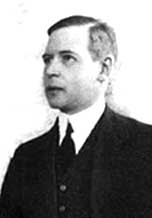
Charles Sydney Gibbes en 1916.

Charles Sydney Gibbes (19 de enero de 1876-24 de marzo de 1963) fue un académico británico que, de 1908 a 1917, ejerció como tutor de inglés de los hijos del emperador Nicolás II de Rusia. Cuando Nicolás abdicó del trono en marzo de 1917, Gibbes acompañó voluntariamente a la familia imperial al exilio a la ciudad siberiana de Tobolsk. Después de que la familia fuera asesinada en 1918, Gibbes regresó al Reino Unido y finalmente se convirtió en monje ortodoxo, adoptando el nombre de 'Nicolás' en conmemoración del zar. Murió en 1963 y está enterrado en el cementerio de Headington, Oxford, Oxfordshire, Inglaterra .

## Primeros años y servicio en la corte rusa

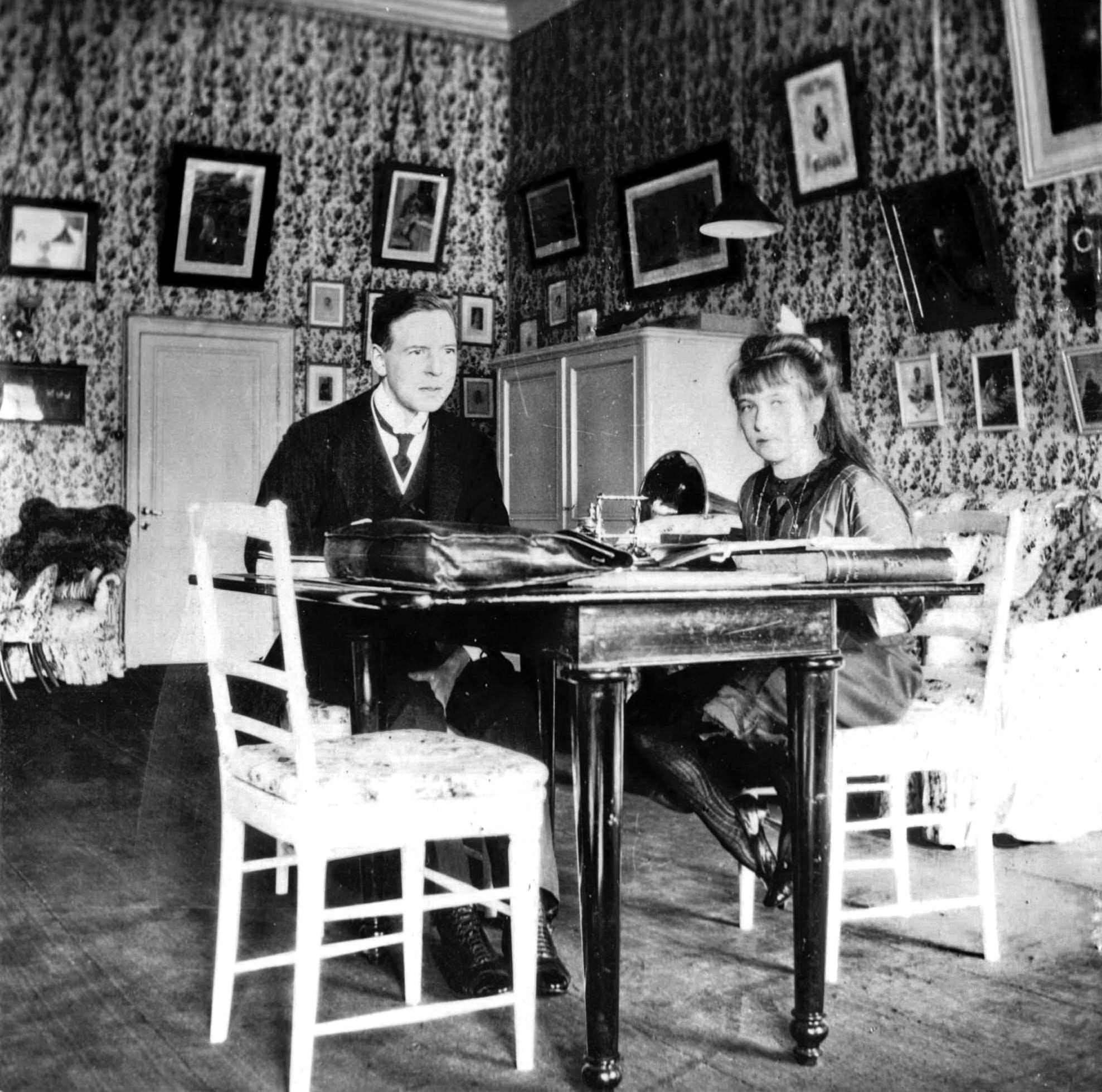
Sydney Gibbes con la gran duquesa Anastasia, c. 1910.

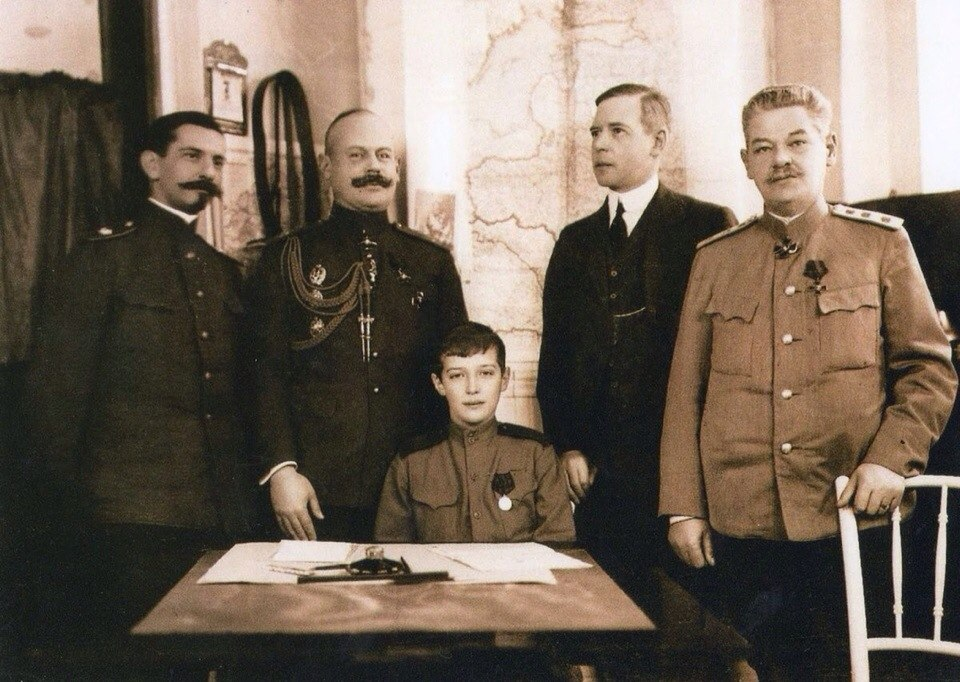
(De izquierda a derecha) Pierre Gilliard, Mayor General Voyeikov, el zarevich Alexei, Sydney Gibbes, y Pyotr Vassilievich Petrov, c. 1916.

Charles Sydney Gibbes nació en Rotherham, Yorkshire, Inglaterra, el 19 de enero de 1876. Era el hijo menor sobreviviente de John Gibbs, gerente de banco, y su esposa Mary Ann Elizabeth Fisher, hija de un relojero. El destino de un hijo menor a menudo era ingresar a la iglesia; a instancias de su padre, tomó el Tripos de Ciencias Morales en St John's College, Cambridge, y obtuvo una licenciatura en 1899. Mientras estaba en la Universidad de Cambridge, Charles Sydney agregó la 'e' a la ortografía de su propio nombre. Ingresó a los estudios de teología en Cambridge y Salisbury como preparación para su ordenación, pero se dio cuenta de que no tenía vocación religiosa. Sydney se describe como: severo, rígido, autocontrolado, imperturbable, tranquilo, caballeroso, culto, agradable, práctico, valiente, leal, honorable, confiable, impecablemente limpio, con alto carácter, de buen sentido y de modales agradables. También podía ser terco, usar el castigo corporal libremente, podría llegar a ser muy incómodo con los demás, y se registra que tiene bastante temperamento, al menos en su juventud.

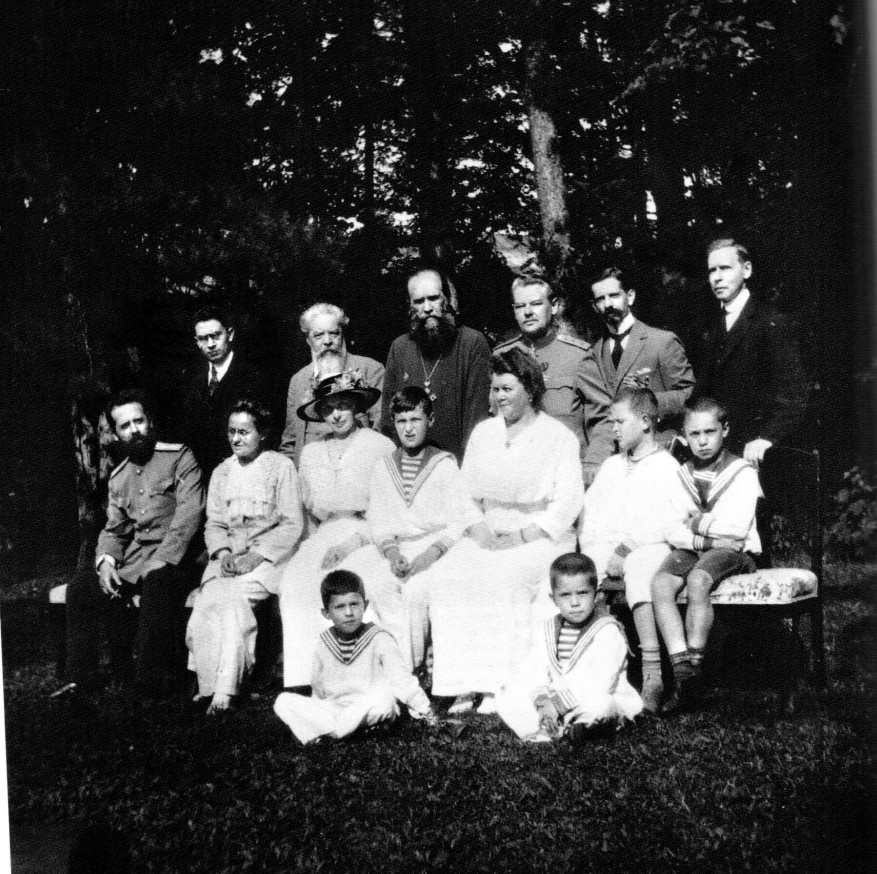
De pie, de izquierda a derecha: el lacayo Zhuravski, Terenty Ivanovich Chemodurov, Vasiliev, Petrov, Pierre Gilliard, Sydney Gibbes. Segunda fila sentados: Vladimir Derevenko, Elizaveta Ersberg, Alexandra Tegleva, el zarevich Alexei Nikolaevich, Maria Gustavna Tutelberg, Kolya Derevenko, Alexei Derevenko, Alexandr Derevenko y Sergei Derevenko; en los jardines de Tsárskoe Selo en 1916.

Teniendo cierto talento para los idiomas, decidió enseñar inglés en el extranjero. En 1901 fue a San Petersburgo, Rusia, como tutor de la familia Shidlovsky y luego de la familia Soukanoff. Después fue nombrado miembro del personal de la Escuela Imperial de Derecho, y en 1907 fue calificado como vicepresidente y miembro del comité del Gremio de Profesores de Inglés de San Petersburgo. Llamó la atención de la emperatriz Alejandra y en 1908 fue invitado a la corte como tutor para mejorar los acentos de las grandes duquesas Olga y Tatiana, y posteriormente María y Anastasia. En 1913 se convirtió en tutor del zarevich Alexei. Los niños se referían a él como 'Sydney Ivanovich'.
La carrera de Gibbes como tutor de la corte continuó hasta la Revolución de febrero de 1917, después de lo cual la familia imperial fue confinada en el Palacio de Alejandro en Tsárskoye Seló. Estaba en San Petersburgo en ese momento, e inmediatamente después de regresar a Tsarskoe Selo se le prohibió ver a la familia, y solo se le permitió recuperar sus posesiones después de que la familia fuera transportada a la casa del Gobernador General de Tobolsk en Siberia. Gibbes acompañó voluntariamente a la familia y llegaron al pueblo en octubre de 1917, poco antes de que el gobierno provisional cayera ante los bolcheviques. En mayo de 1918, la familia imperial fue trasladada a la Casa Ipatiev en Ekaterimburgo, y no se permitió continuar con ellos a Gibbes, al tutor francés Pierre Gilliard, a la niñera Alexandra Tegleva ni a la mayoría de los demás sirvientes, que se tuvieron que quedar en el vagón de tren que los había traído a la ciudad.
Este vagón se convirtió en parte de un tren de refugiados el 3 de junio y el grupo de asistentes fueron llevados así a Tiumén pero regresaron a Ekaterimburgo después del asesinato de la familia imperial en la noche del 16 al 17 de julio de 1918 y la caída de la ciudad ante el Ejército Blanco el 25 de julio. Gibbes y Gilliard fueron los primeros visitantes de la escena de las ejecuciones en la Casa Ipatiev y ambos participaron y colaboraron en las investigaciones posteriores realizadas por Ivan Alexandrovich Sergeiev y por Nicholas Alexievich Sokolov.
Cuando los bolcheviques tomaron Perm y se acercaron a Ekaterimburgo, se abandonaron las investigaciones y Gibbes y Gilliard partieron hacia Omsk. Gibbes fue nombrado secretario de la Alta Comisión Británica en Siberia en enero de 1919, y se retiró hacia el este cuando Siberia fue capturada por el Ejército Rojo. Fue empleado brevemente en la Embajada británica en Pekín y luego se convirtió en asistente en la Aduana Marítima China en Manchuria.
Había una gran comunidad de refugiados rusos blancos en Harbin y fue allí en 1922 donde conoció a un huérfano, Georges Paveliev, a quien adoptó. Estableció a George en 1934 en una granja frutícola en Stourmouth House en East Stourmouth en Kent.

### Regreso a Inglaterra y conversión a la ortodoxia
Gibbes regresó a Inglaterra en 1928 y se inscribió como ordenando en St Stephen's House, Oxford, pero nuevamente decidió que la ordenación en la Iglesia de Inglaterra no era su vocación.
En Harbin, China, el 25 de abril de 1934, fue recibido en la iglesia ortodoxa por el arzobispo Nestor (Anisimov) de Kamchatka y Petropavlovsk, que estaba allí en el exilio. Gibbes tomó el nombre bautismal de Alexei en honor al ex zarevich. Fue tonsurado monje el 15 de diciembre, ordenado diácono el 19 de diciembre y sacerdote el 23 de diciembre, tomando el nombre de Nicolás en honor al anterior zar. En marzo de 1935 se convirtió en abad. Regresó nuevamente a Inglaterra en 1937 y se estableció en una parroquia en Londres.
En el momento del Blitz se mudó a Oxford donde en 1941 estableció una capilla ortodoxa en Bartlemas. En 1949 compró una casa en 4 Marston Street, posteriormente conocida como la 'Casa de San Nicolás'. La casa había sido construida alrededor de 1890 por una organización benéfica fundada para distribuir medicamentos gratuitos a los pobres. Durante la guerra, el edificio se convirtió en la central telefónica de 'Protección contra ataques aéreos' y todavía hay una partición de hormigón 'a prueba de bombas' entre la planta baja y el primer piso. Gibbes mantuvo una capilla dedicada a San Nicolás el Taumaturgo dentro del inmueble. Esta capilla albergaba varios iconos y recuerdos de la familia imperial que trajo consigo de Ekaterimburgo, incluido un candelabro de la Casa Ipatiev. La casa se dividió en pisos de alquiler a finales de los años 60 y la capilla se convirtió en piso a finales de los 80.

### Muerte
Gibbes murió en el Hospital St Pancras de Londres el 24 de marzo de 1963. Su ataúd abierto se exhibió en un velatorio en el sótano (o cripta) de la Casa de San Nicolás antes de su funeral. Está enterrado en el cementerio de Headington, Oxford, Oxfordshire, Inglaterra.
Su colección de posesiones rusas se quedó con su hijo adoptivo, George, en Oxford, y este posteriormente las donó al museo de Luton Hoo. Allí se construyó una pequeña capilla para albergar estos recuerdos, consagrada por el metropolita Antonio de Sourozh. El museo se ha trasladado de Luton Hoo y ahora forma parte de la Colección Wernher en Greenwich.
Una placa azul, inaugurada en 2022, marca el lugar de trabajo de su padre en el antiguo banco Sheffield and Rotherham en Rotherham.